# Midland (Arkansas)
Midland es un pueblo ubicado en el condado de Sebastian en el estado estadounidense de Arkansas. En el Censo de 2010 tenía una población de 325 habitantes y una densidad poblacional de 331,97 personas por km².

## Geografía
Midland se encuentra ubicado en las coordenadas 35°5′36″N 94°21′9″O / 35.09333, -94.35250. Según la Oficina del Censo de los Estados Unidos, Midland tiene una superficie total de 0.98 km², de la cual 0.9 km² corresponden a tierra firme y (8.47%) 0.08 km² es agua.

## Demografía
Según el censo de 2010, había 325 personas residiendo en Midland. La densidad de población era de 331,97 hab./km². De los 325 habitantes, Midland estaba compuesto por el 94.15% blancos, el 0.31% eran afroamericanos, el 0.92% eran amerindios, el 0.92% eran asiáticos, el 0.31% eran isleños del Pacífico, el 0% eran de otras razas y el 3.38% pertenecían a dos o más razas. Del total de la población el 4.92% eran hispanos o latinos de cualquier raza.